# USS Boston (1884)

El USS Boston, fue un crucero protegido, que fue botado el  4 de diciembre de 1884 por los astilleros John Roach and Sons, de Chester, Pensilvania, y que fue dado de alta el 2 de mayo de 1887, bajo el mando del capitán Francis M. Ramsay.

## Historial de servicio
El USS Boston, fue el segundo crucero protegido de la nueva armada, pero no estuvo realmente completo hasta 1888. Tras su alta, realizó un crucero a  Guatemala y Haití para proteger a los ciudadanos norteamericanos. Se unió a la escuadra de la Evolución el 30 de septiembre de 1889 para realizar un crucero por el Mediterráneo y Sudamérica (desde el 7 de diciembre de 1889 hasta el 29 de julio de 1890), y a lo largo de la costa este a lo durante el año 1891. El USS Boston partió de Nueva York el 24 de octubre de 1891 con rumbo al océano Pacífico, a través del Cabo de Hornos, llegando a San Francisco el 2 de mayo de 1892. Excepto durante el crucero en el cual participó en la invasión estadounidense del Reino de Hawái (11 de agosto de 1892 hasta el 10 de octubre de 1893), permaneció en la costa oeste, hasta que entró en los astilleros de Mare Island Navy Yard el 4 de noviembre de 1893.
Fue devuelto al servicio activo el 15 de noviembre de 1895, El USS Boston se unió a la Escuadra Asiática en Yokohama, Japón, el 25 de febrero de 1896. Permaneció en oriente para defender intereses norteamericanos durante los cuatro años siguientes, y durante la Guerra hispano-estadounidense tomó parte en la batalla de Cavite del  1 de mayo de 1898 y en la captura de Manila (13 de agosto de 1898). Permaneció en las Filipinas participando en su pacificación hasta el  8 de junio de 1899.
El USS Boston retornó a San Francisco el 9 de agosto de 1899 y fue puesto de servicio en Mare Island Navy Yard el 15 de septiembre de 1899. permaneció de baja hasta el 11 de agosto de 1902, cuando volvió a unirse a la escuadra del pacífico. Entre el 16 y el 25 de junio de 1905 representó a la US Navy en la exposición sobre la Expedición de Lewis y Clark en Portland, Oregón, y entre el 23 de abril y el 10 de mayo de 1906 ayudó a las víctimas del fuego y del terremoto de San Francisco. Fue puesto de nuevo fuera de servicio en los astilleros Puget Sound Navy Yard el 10 de junio de 1907. 

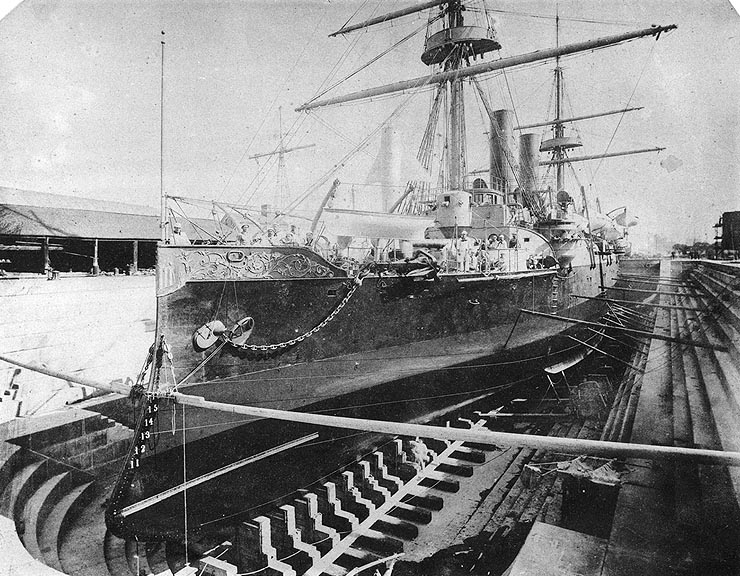
El USS Boston en el dique seco en los astilleros New York Navy Yard, Brooklyn, Nueva York en 1888.

Desde el 15 de junio de 1911 hasta septiembre de 1916, sirvió como buque de entrenamiento con la Reserva Naval de Oregón y fue cedido a Shipping Board (24 de mayo de 1917 hasta junio de 1918). El 18 de junio de 1918, fue devuelto al servicio activo en los astilleros Mare Island Navy Yard como buque cuartel, y remolcado hasta la isla de Yerba Buena, California, donde permaneció hasta 1946. Fue renombrado Despatch el 9 de agosto de 1940, para dejar libre su nombre para un nuevo crucero pesado, el USS Boston (CA-69). El antiguo buque, fue reclasificado como IX-2, el 17 de febrero de 1941. El USS Despatch fue remolcado a alta mar y echado a pique frente a San Francisco el 8 de abril de 1946.
Dos de los cañones de 203 mm del USS Boston están colocados en el parque Hamlin de Shoreline (Washington).

## Enlaces externos

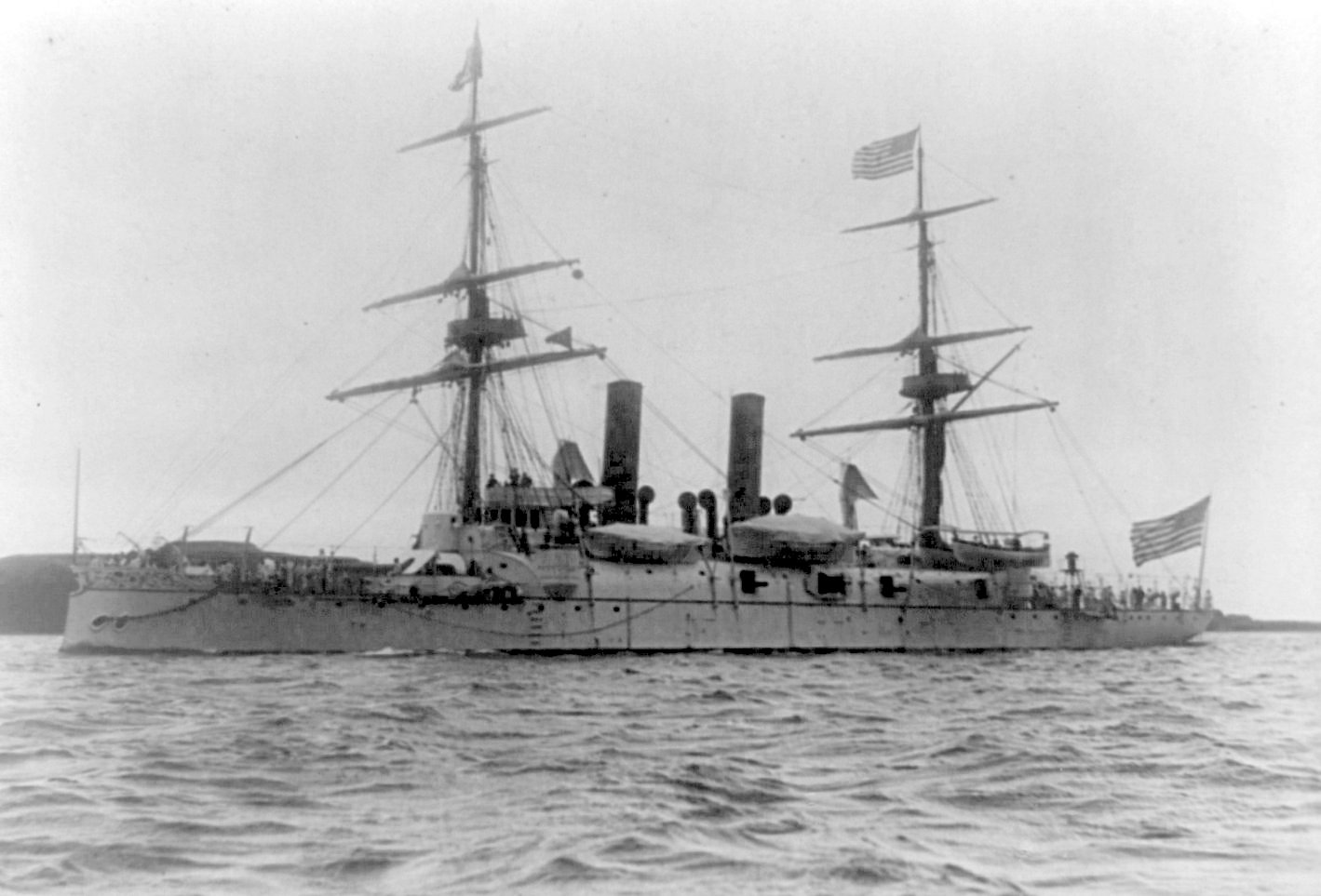
USS Boston en torno a 1891.